# Canuto I da Suécia
Canuto I (c. 1150 – c. 1195/1196) – também conhecido como Knut Eriksson – foi o rei da Suécia de 1167 até sua morte em 1196, apesar de só ter dominado todo o território sueco a partir de 1173.                                                                                            
Assumiu o título de rei, depois de assassinar o seu antecessor Carlos VII da Suécia (Karl Sverkersson) em Visingsö no ano de 1167.                                                                                                   Morreu de morte natural em 1195, e está sepultado no convento de Varnhem. Foi sucedido por Suérquero II (Sverker, o Jovem), por volta de 1196.                                                                                                                                        

Era filho do rei Érico IX (Érico, o Santo) e sua esposa Cristina da Dinamarca, que por sua vez era neta de Ingo I.                                                                                                      
Durante o seu reinado, foi cunhada uma grande quantidade de moedas, e o próprio rei emitiu as cartas reais mais antigas de que há memória na Suécia.

| “ | O décimo quinto foi o rei Canuto. Conquistou a Suécia com a espada e matou o rei Carlos e o rei Kol e o rei Boleslau, e depois de muita agitação (muitas batalhas) na Suécia, obteve a vitória em todas elas e fez um grande esforço antes de conseguir a paz na Suécia. Depois foi um bom rei, e durante três invernos e vinte foi rei e acabou a sua vida em Eriksberg em Gäsene, e jaz em Varnhem. | ” |
| — Kungalängden (escrita por volta de 1240 pelo ”Padre de Vidhem” e anexada à Lei da Gotalândia Ocidental; conservada no manuscrito KB B 59 da Biblioteca Nacional da Suécia, | |   |

## Biografia

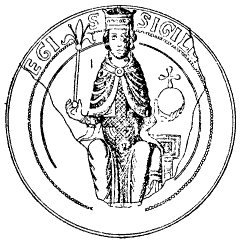
Selo do rei Canuto I da Suécia

Ascendeu ao poder em um clima de enfraquecimento entre sua família (Dinastia de Santo Érico) e a Dinastia de Suérquero. Como rei, buscou fortalecer o poder real e empreendeu relações diplomáticas com outros Estados.
Depois do assassinato de seu pai, Santo Érico em 1160, Canuto teve que fugir da Suécia, perseguido por seus inimigos. Especula-se que fugiu para a Noruega. Regresso ao seu país e 1167 e nesse mesmo ano assassinou o rei Carlos VII. Então, Canuto pode acender ao poder, mas nos seus primeiros de governo ele se envolveu em uma guerra contra Kol e Boleslau que pretendiam chegar ao trono com a ajuda da Dinamarca. Por volta de 1172, os irmãos foram derrotados e Canuto pode governar na maior parte do país. Contava então com 23 anos.

Durante o governo de Canuto, a Suécia assinou o primeiro tratado comercial documentado com outro reino, neste caso com a cidade alemã de Lübeck. O tratado foi introduzido por acordo entre Canuto e Henrique, o Leão. Canuto também estabeleceu relações diplomática com o rei Henrique II da Inglaterra e é afirmado que recebeu apoio militar por parte do imperador bizantino Aleixo III Ângelo. As relações com a Noruega melhoraram após o matrimônio do rei Sverre da Noruega com a sobrinha de Canuto. Com a Dinamarca, as relações diplomáticas foram bem mais tensas, após este reino ter apoiado ter apoiado a dinastia de Suérquero a lutar para recuperar o poder.
As cartas conservadas mais antigas de um rei suecos datam dos tempos do rei Canuto. Também se conservam moedas cunhadas. Canuto buscou fortalecer o Estado, mediante um forte administração central.